# 세베크
세베크(Sebek) 또는 소베크(Sobek)는 악어가 신격화된 이집트 신으로, 나일강에 의존하던 이집트에서 악어를 매우 두려워하던 것에서 기인하였다. 나일 강에서 일을 하거나 여행을 하는 이집트인들은 악어의 신 세베크에게 기도하여, 악어에게 공격받지 않도록 그가 자신을 보호해주기를 소망하였다. 세베크는 악어, 또는 악어의 머리를 한 남자로 묘사되었으며, 강력한 공포의 신이었다. 일부 이집트 창조 신화에서는 세베크가 세상을 창조하는 혼돈의 물에서 처음으로 나왔다고 묘사한다. 때때로 창조신의 모습으로 태양신 라와 연결되기도 한다.

## 같이 보기
- 암무트